# Дротовий довжиномір
Довжиномір дротовий (рос. длиномер проволочный, англ. wire device for measuring of length, нім. Drahtlängenmesser m) — прилад для вимірювання довжини мірним дротом, котрий використовується як гнучке мірне тіло для лінійних вимірювань. Складається з мірного диска з лічильним механізмом і системи напрямних роликів, що укладають дріт на обід мірного диска. У довжиноміра ТАК2, що застосовується для вимірювання глибини шахтних стволів, довжина дроту, що опускається в ствол, вимірюється при розмотуванні або намотуванні його на барабан лебідки, що знаходиться в самому приладі; довжиномір АД-1м, застосовуваний для вимірювання довжини сторін на поверхні, прокочують по дроту, натягнутому між пунктами полігонометрії.